# Жуково (Фурмановский район)
Жуково — деревня в Фурмановском районе Ивановской области России, входит в состав Дуляпинского сельского поселения.

## География
Расположена в 8 км на северо-запад от центра поселения села Дуляпино и в 28 км на запад от районного центра города Фурманова.

## История
В XVII веке по административно-территориальному делению село входило в Костромской уезд в волость Емстну. В 1628 году упоминается церковь «Илья пророк в селе Жукове Бориса Овцына». В мае 1610 года — Жалованная вотчинная грамота царя Василия Ивановича Василию Афанасьевичу Овцыну на село Жуково с деревнями и пустошами в волости Емстна Костромского уезда. В августе 1617 года «в селе Жукове храм Илья пророк, да престол Николы чуд., во дворе поп Еким Никитин, дьячек Гришка Афонасьев, проскурница Анна». В январе 1664 года «в селе Жукове церковь пророка Ильи, да церковь вновь построена Знамения Преч. Богородицы древяна шатровая, а у церкви поп Харитон Тихонов».
Каменная Знаменская церковь в селе Жуково с колокольней и оградой была построена в 1808 году на средства Марии Николаевны Овцыной и прихожан. Престол был один — Во имя Пресвятой Богородицы, в честь иконы Её, именуемой «Знамение».
В конце XIX — начале XX века село входило в состав Арменской волости Нерехтского уезда Костромской губернии, с 1918 года — в составе Середского уезда Иваново-Вознесенской губернии.
С 1929 года деревня входила в состав Юрьевского сельсовета Середского района Ивановской области, с 1976 года — в составе Дуляпинского сельсовета, с 2005 года — центр Дуляпинского сельского поселения.

## Население
| 1872 | 1897 | 1907 | 2002 | 2010 | 2015 |
| ---- | ---- | ---- | ---- | ---- | ---- |
| 116  | ↗138 | ↗162 | ↘10  | ↘4   | ↗5   |

## Достопримечательности
В деревне расположена недействующая Церковь иконы Божией Матери "Знамение" (1808).